# 파비안 오레야나
파비안 아리엘 오레야나 발렌수엘라(Fabián Ariel Orellana Valenzuela, 1986년 1월 27일, 산티아고 ~)는 칠레의 축구 선수로, 현재 칠레 클럽 우니베르시다드 카톨리카에서 라이트 윙으로 활약하고 있다.

## 클럽 경력
산티아고 출신으로, 오레야나는 콜로-콜로에서 축구 에 입문하여 2000년에 아우닥스 이탈리아노로 이적하였다. 그는 불과 18세의 나이에 칠레 프리메라 디비시온에 데뷔하였고, 2007 시즌에는 38경기 출전 12득점을 기록하였으며, 소속팀은 아페르투라 3위를 차지하였고, 클라우수라 조에서는 우승하였으며, 플레이오프 준결승전까지 진출하였다.
2009년 6월 30일, 오레야나는 이탈리아의 우디네세 칼초와 계약하였는데, 그 직후에 세군다 디비시온의 헤레스로 즉시 임대되었다. 그 다음 시즌, 그는 자국 리그의 해당 포지션에 기여를 통해, 같은 형식으로 그라나다에 매각되었고, 플레이오프 경기 1골을 포함해 총 7골을 득점하면서 안달루시아 연고의 클럽이 라 리가에 35년만에 복귀할 수 있도록 하였다.– 그는 2,673분을 출전하였다. (이 기간 동안 3차례 퇴장을 당하였다.)
2011년 여름, 오레야나는 그라나다로 완전 이적하였다. 9월, 그는 또다른 스페인 2부 리그 클럽인 셀타 비고로 임대되었다.

## 국가대표팀 경력
2007년, 오레야나는 칠레 국가대표팀 데뷔전을 치르었다. 이듬해 10월 15일, 그는 산티아고에서 열린 아르헨티나와의 2010년 FIFA 월드컵 예선전에서 첫 국가대표팀 득점을 신고하였고, 경기는 1-0 승리로 끝났다.
2009년 10월 10일, 같은 대회에서, 오레야나는 콜롬비아와의 경기에서 쐐기골을 뽑아내며 4-2 승리에 일조하고, 조국에 12년만의 FIFA 월드컵 본선행 진출권을 가져다 주었다. 남아프리카 공화국에서 열린 대회 본선 대회 중 나중에 우승하는 스페인과의 경기에서 후반전 중간에 알렉시스 산체스와 교체 투입되어 출전하였고, 팀은 1-2로 패하였다.
그 이전에, 오레야나는 2008년 투르누아 에스푸아 드 툴롱에 칠레 U-20 국가대표 일원으로 참가하여 준우승에 기여하기도 하였다.

### 국가대표팀 득점 기록
| 연도             | 경기장                                             | 상대       | 점수 | 결과 | 대회                      |
| ---------------- | -------------------------------------------------- | ---------- | ---- | ---- | ------------------------- |
| 2008년 10월 15일 | 에스타디오 나시오날 데 칠레, 산티아고, 칠레        | 아르헨티나 | 1–0  | 1–0  | 2010년 FIFA 월드컵 예선전 |
| 2009년 10월 10일 | 에스타디오 아타나시오 히라르도트, 메데인, 콜롬비아 | 콜롬비아   | 2–4  | 2–4  | 2010년 FIFA 월드컵 예선전 |

## 사생활
오레야나의 별칭인 시인 (El Poeta)는 동명을 가진 칠레의 희극인과의 흡사함에서 유래하였다. 아르헨티나전 결승골 득점 이후, 그는 역사적인 존재 (El Histórico) 로 수식되곤 한다.